# Lillavan (Byske socken, Västerbotten)
Lillavan är en sjö i Skellefteå kommun i Västerbotten och ingår i Byskeälven-Kågeälvens kustområde.